# Chu Hữu Quang
Chu Hữu Quang (tiếng Trung: 周有光; bính âm: Zhou Yǒuguāng; 13 tháng 1 năm 1906 – 14 tháng 1 năm 2017) là một nhà kinh tế, quản lý ngân hàng, nhà ngôn ngữ học, nhà Trung Hoa học, nhà xuất bản và người sống siêu thọ người Trung Quốc, được người ta biết đến là "cha đẻ của Bính âm Hán ngữ", một hệ thống phiên âm của tiếng phổ thông Trung Quốc đã chính thức được chính phủ Trung Quốc phê chuẩn trong năm 1958, Tổ chức Tiêu chuẩn Quốc tế (ISO) phê chuẩn vào năm 1982, và Liên Hợp Quốc phê chuẩn vào năm 1986.

## Tiểu sử

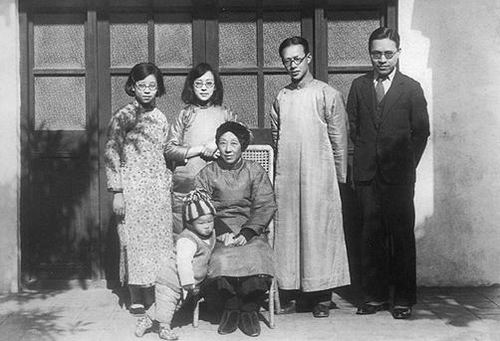
Chu Hữu Quang và gia đình ông, khoảng năm 1930.

Chu Hữu Quang tên khai sinh là Chu Diệu Bình, sinh ra ở Thường Châu, tỉnh Giang Tô, vào ngày 13 tháng 1 năm 1906 trong một gia đình quan chức nhà Thanh. Lúc 10 tuổi, cậu và gia đình chuyển đến Tô Châu, tỉnh Giang Tô. Năm 1918, cậu nhập học Trường trung học Thường Châu, trong thời gian đó ông đầu tiên đã quan tâm đến ngôn ngữ học. Ông tốt nghiệp năm 1923 với bằng hạng ưu.
Chu học cùng năm tại Đại học St. John, Thượng Hải, nơi ông theo học chuyên ngành kinh tế và học thêm các môn học bổ sung trong ngôn ngữ học. Ông gần như không thể theo học: do nghèo đói của gia đình, họ chỉ có thể trả cho ông để theo học một trường đại học ít danh tiếng hơn. Bạn bè và người thân của ông đã gây quỹ 200 nhân dân tệ cho các lệ phí nhập học, và cũng giúp ông trả tiền học phí. Ông đã rời trường trong phong trào 30 tháng 5 năm 1925 và chuyển sang học Đại học Quang Hoa, nơi ông tốt nghiệp vào năm 1927.
Vào ngày 30 tháng 4 năm 1933, Chu kết hôn với Trương Doãn Hòa (張允和), và hai vợ chồng đã đi đến Nhật Bản để Chu nghiên cứu. Đầu tiên Chu là sinh viên trao đổi tại Đại học Tokyo, sau đó chuyển sang trường Đại học Kyoto do sự ngưỡng mộ của ông đối với nhà kinh tế học Mác-xít Nhật Hajime Kawakami, vốn là một giáo sư vào thời điểm đó. Tuy nhiên, sau khi Kawakami bị bắt giữ vì gia nhập Đảng Cộng sản Nhật Bản bị cấm vào tháng 1 năm 1933, Chu không bao giờ có cơ hội để trở thành học trò của ông. Con trai của Chu, Chu Hiểu Bình (周曉平), sinh ra năm 1934. Sau đó, họ cũng đã có một cô con gái, Chu Tiểu Hòa (周小禾).
Năm 1937, do sự bùng nổ của cuộc chiến tranh Trung – Nhật lần thứ hai, Chu và gia đình ông trở về Thượng Hải, nơi ông làm việc một thời gian tại Ngân hàng Tân Hoa trước khi vào dịch vụ công với chức phó giám đốc tại Cục chính sách nông nghiệp thuộc Bộ Kinh tế của Chính phủ Quốc dân (國民政府經濟部農本局, Quốc dân Chính phủ Kinh tế bộ Nông bản cục), tại Trùng Khánh. Sau năm 1945 thất bại của Nhật Bản trong Thế chiến II, Chu đã đi làm trở lại cho Tân Hoa tại các chi nhánh ở nước ngoài: đầu tiên tại thành phố New York, và sau đó là London. Trong thời gian ở Hoa Kỳ, ông đã gặp Albert Einstein hai lần.
Ông tham gia trong một thời gian trong hội kiến quốc dân chủ Trung Quốc, nhưng vào năm 1949 trở về Thượng Hải khi nước Cộng hòa nhân dân được thành lập.

## Thiết kế bính âm
Năm 1955, Chính phủ Trung Quốc đưa Chu làm người đứng đầu Ủy ban cải cách ngôn ngữ Trung Quốc để tăng sự hiểu biết. Trong khi các ủy ban khác giám sát việc ban hành tiếng Quan Thoại là ngôn ngữ quốc gia và tạo ra các ký tự đơn giản hóa chữ Hán, ủy ban của Chu đã được giao nhiệm vụ phát triển một hệ thống Latin hóa để đại diện cho cách phát âm của chữ Hán. Chu thực hiện nhiệm vụ này mất khoảng ba năm, và là một công việc toàn thời gian. Bính âm đã trở thành quốc ngữ chính thức trong năm 1958, mặc dù sau đó (như bây giờ) nó chỉ là một hướng dẫn cách phát âm, không phải là một hệ thống thay thế bằng văn bản. Hệ thống bính âm của Chu dựa trên một số hệ thống từ trước. Các âm vị được lấy cảm hứng từ Gwoyeu Romatzyh (Quốc ngữ La Mã tự) năm 1928 và Latinxua Sin Wenz (Latin hóa tân văn tự) năm 1931, trong khi các dấu hiệu dấu phụ đại diện các thanh điệu được lấy cảm hứng từ chú âm..
Vào tháng 4 năm 1979, Tổ chức Tiêu chuẩn Quốc tế (ISO) ở Warsaw đã tổ chức một hội nghị công nghệ. Phát biểu thay mặt nước Cộng hòa Nhân dân Trung Hoa, Chu đề xuất việc sử dụng "Hệ thống Bính âm Hán ngữ" là tiêu chuẩn quốc tế cho chữ viết Trung Quốc. Năm 1982, chương trình này đã trở thành tiêu chuẩn ISO 7098 sau một cuộc bỏ phiếu.
Bính âm, trong thời đại hiện đại, thay thế phần lớn các hệ thống quốc ngữ cũ hơn như Wade-Giles. Nó là phương tiện chính cho hầu hết bộ gõ máy tính cho chữ Hán.

## Sau này

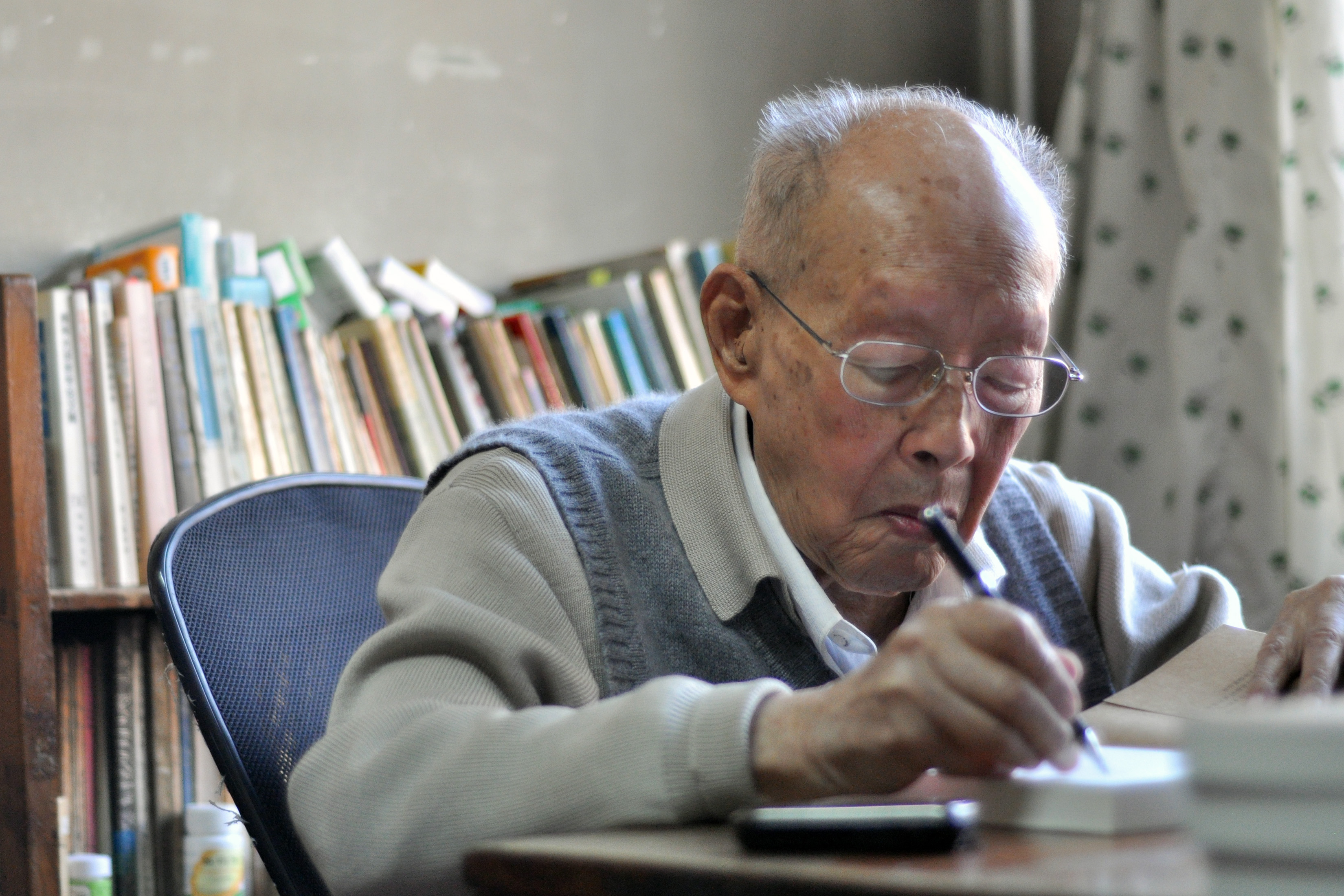
Chu tại nhà ở Bắc Kinh vào năm 2012

Trong cuộc Cách mạng Văn hóa, Chu đã được gửi đến sống ở nông thôn và được "tái giáo dục", như nhiều trí thức khác tại thời điểm đó. Ông đã trải qua hai năm tại một trại lao động.
Sau năm 1980, Chu đã làm việc với Lưu Tôn Kỳ và Tiền Vĩ Trường dịch Encyclopædia Britannica sang tiếng Trung, khiến ông có biệt danh "Chu bách khoa". Chu vẫn tiếp tục viết và xuất bản sau khi tạo bính âm; ví dụ, cuốn sách của ông Diễn tiến thời đại của ngữ văn Trung Quốc (中國語文的時代演進, Trung Quốc ngữ văn đích thời đại diễn tiến). Từ năm 2000, ông đã viết mười cuốn sách, trong đó một số đã bị cấm ở Trung Quốc.
Năm 2011, trong một cuộc phỏng vấn với NPR, Chu nói rằng ông hy vọng để xem ngày Trung Quốc đã thay đổi quan điểm của mình đối với sự kiện Thiên An Môn năm 1989, một sự kiện theo ông đã hủy hoại danh tiếng của Đặng Tiểu Bình là một nhà cải cách. Ông trở thành một người ủng hộ cải cách chính trị quan trọng của Đảng Cộng sản tấn công vào văn hóa truyền thống Trung Quốc khi đảng này lên nắm quyền.
Vào đầu năm 2013, cả Chu và con trai của ông đã được bác sĩ Adeline Yen Mah phỏng vấn tại nhà riêng ở Bắc Kinh. Mah ghi nhận cuộc gặp trong một video và đưa Chu xem một trò chơi bính âm mà cô tạo ra cho iPad. Chu đã trở thành một người siêu thọ vào ngày 13 tháng 1 năm 2016 khi ông đạt đến tuổi thứ 110. Ông là một trong số ít những người siêu thọ được biết vì lý do khác hơn so với tuổi thọ của họ.
Chu qua đời vào ngày 14 tháng 1 năm 2017 tại nhà riêng ở Bắc Kinh, một ngày sau sinh nhật lần thứ 111 của mình.